# Alhambra (Kalifornie)
Alhambra je město v okrese Los Angeles ve státě Kalifornie ve Spojených státech amerických. Leží v San Gabriel Valley asi 13 kilometrů východně od centra Los Angeles. Na severozápadě sousedí s městem South Pasadena, na severu s městem San Marino, na východě s městem San Gabriel a na jihu s městem Monterey Park.
K roku 2010 zde žilo 83 089 obyvatel. S celkovou rozlohou 19,766 km² byla hustota zalidnění 4200 obyvatel na km².